# Caldogno
Caldogno est une commune italienne de la province de Vicence dans la région Vénétie en Italie.

## Administration
| Période                                  | Période | Identité | Étiquette | Qualité |
| ---------------------------------------- | ------- | -------- | --------- | ------- |
|                                          |         |          |           |         |
| Les données manquantes sont à compléter. |         |          |           |         |

### Hameaux
Cresole, Rettorgole

### Communes limitrophes
Costabissara, Dueville, Isola Vicentina, Vicence, Villaverla